# Hamataliwa bufo
Hamataliwa bufo är en spindelart som beskrevs av Brady 1970. Hamataliwa bufo ingår i släktet Hamataliwa och familjen lospindlar.
Artens utbredningsområde är Panama. Inga underarter finns listade i Catalogue of Life.